# Kisapostag
Kisapostag ist eine ungarische Gemeinde im Kreis Dunaújváros im Komitat Fejér.

## Geografische Lage
Kisapostag liegt acht Kilometer südlich des Zentrums der Stadt Dunaújváros am rechten Ufer der Donau. Jenseits der Donau liegt die Gemeinde Apostag.

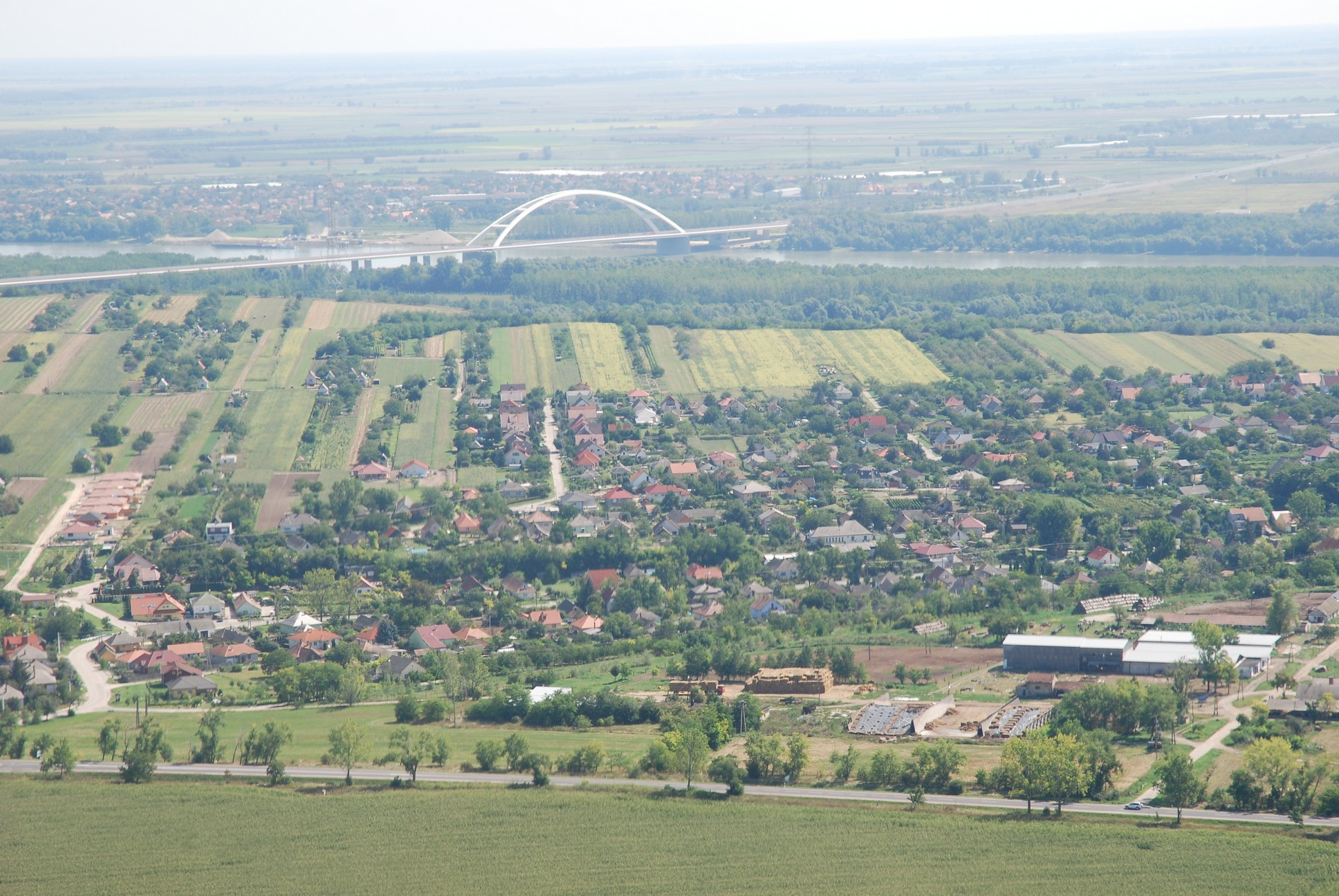
Blick auf Kisapostag, im Hintergrund die Brücke Pentele híd über die Donau

## Sehenswürdigkeiten
- Evangelische Kirche, erbaut Mitte des 20. Jahrhunderts
- Römisch-katholische Kapelle Sarlós Boldogasszony
- Sándor-Petőfi-Büste, erschaffen von Viktória Takács

## Verkehr
Durch Kisapostag verläuft die Nebenstraße Nr. 51125, am westlichen Rand der Gemeinde die Hauptstraße Nr. 6. Es bestehen regelmäßige Busverbindungen nach Dunaújváros, wo sich der nächstgelegene Bahnhof befindet. Gut ein Kilometer westlich des Ortes befindet sich der Flugplatz Dunaújvárosi repülőtér.